# Euthalia fuscomarginata
Euthalia fuscomarginata är en fjärilsart som beskrevs av James John Joicey och Talbot 1928. Euthalia fuscomarginata ingår i släktet Euthalia och familjen praktfjärilar. Inga underarter finns listade i Catalogue of Life.